# Roland Liboton

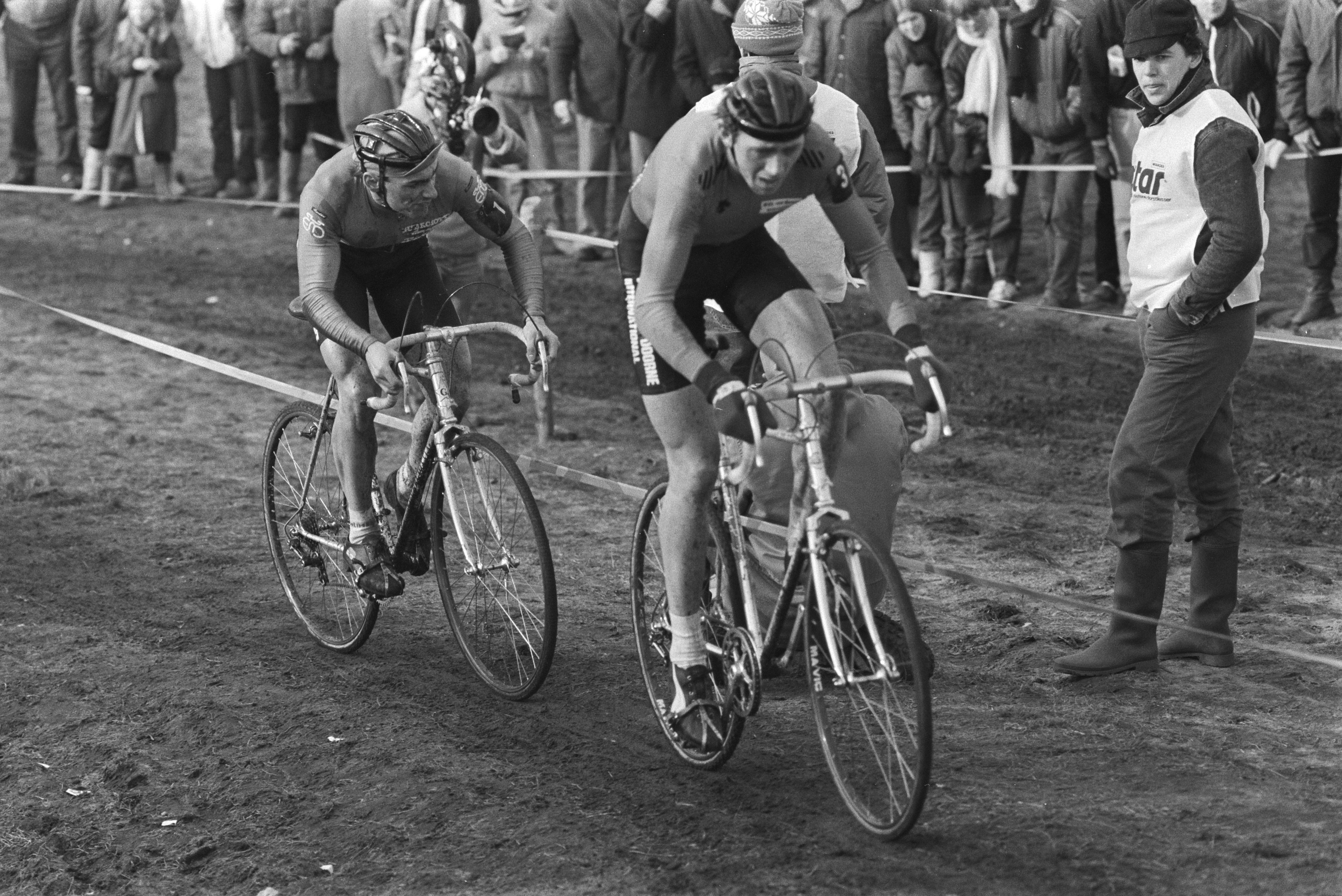
Liboton en Stamsnijder tijdens het WK van 1984 te Oss.

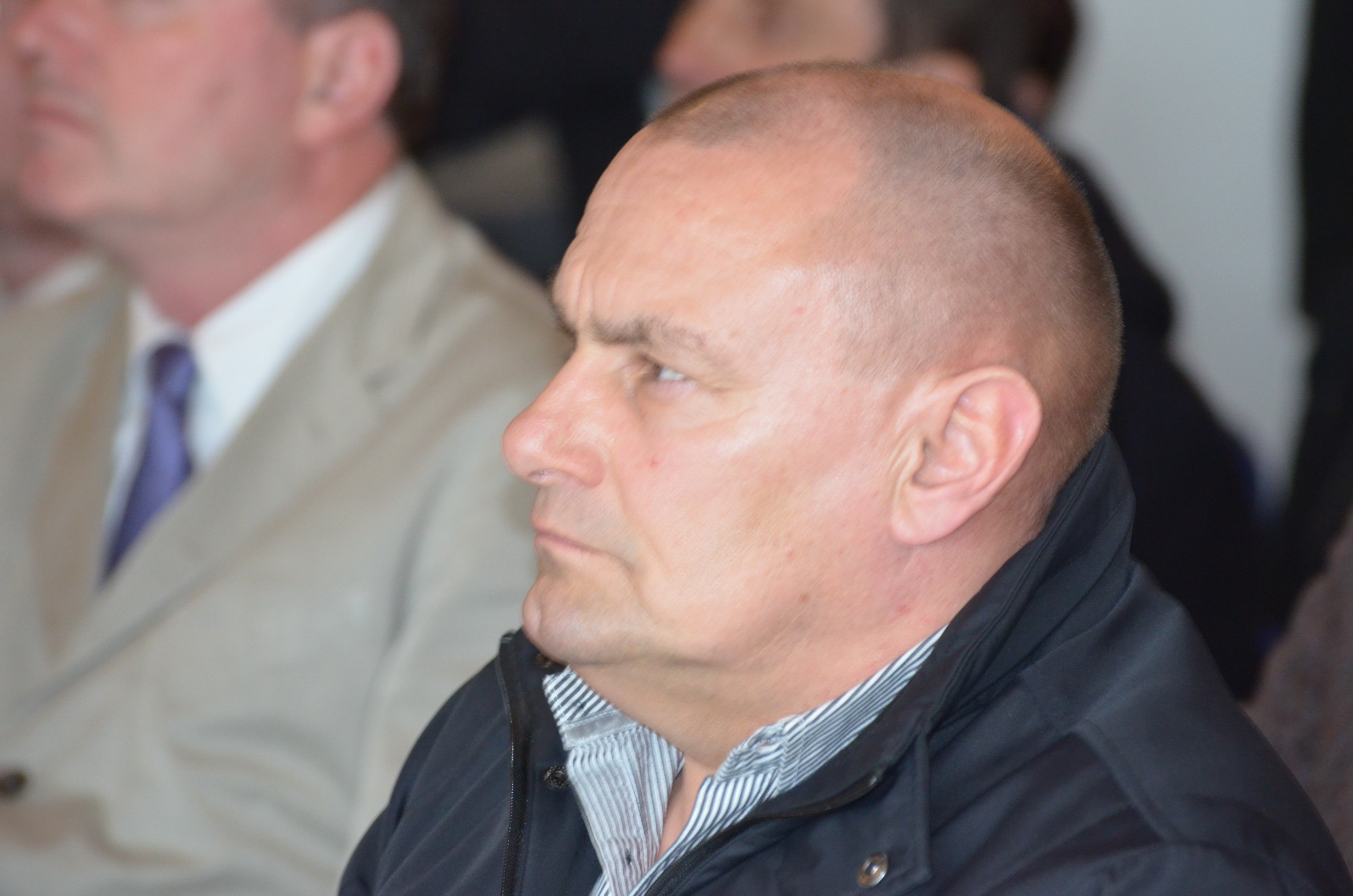
Roland Liboton in 2013 tijdens de inhuldiging van het belevingsparcours 'In het Wiel van Eddy Merckx' in het Sportimonium.

Roland Liboton (Leuven, 6 maart 1957) is een Belgisch voormalig veldrijder. 

## Carrière
Liboton werd vijfmaal wereldkampioen veldrijden: in 1978 (amateurs), 1980, 1982, 1983, 1984 en hij werd tweede in 1981. Verder werd hij tienmaal opeenvolgend Belgisch kampioen, van 1980 tot 1989. In totaal won hij 156 wedstrijden waarvan 21 wedstrijden voor de Superprestige, een klassement dat hij driemaal won (1985, 1986, 1988). Hoewel hij vooral bekendstaat als veldrijder, heeft hij ook op de weg gereden. Hij nam zelfs eenmaal deel aan de Ronde van Frankrijk, in 1981. Hij gaf op in de vijftiende etappe.
In 1992 beëindigde hij zijn rennerscarrière. Hij is woonachtig te Lier. In 2008 nam hij deel aan de televisiecompetitie voor gewezen sporters in het programma Eeuwige roem op één. In 2023 verkreeg hij het ereburgerschap te Aarschot.

## Erelijst

### Veldrijden
| Seizoen   | Superprestige                                                                      | GvA Trofee        | WK     | BK     | Totaal |  |
| --------- | ---------------------------------------------------------------------------------- | ----------------- | ------ | ------ | ------ |  |
| 1979-1980 | NVT                                                                                | NVT               | Goud   | Goud   | ...    |  |
| 1980-1981 | NVT                                                                                | NVT               | Zilver | Goud   | ...    |  |
| 1981-1982 | NVT                                                                                | NVT               | Goud   | Goud   | ...    |  |
| 1982-1983 | Diegem, Overijse                                                                   | NVT               | Goud   | Goud   | ...    |  |
| 1983-1984 | Valkenswaard, Diegem, Zillebeke, Asper-Gavere, Overijse                            | NVT               | Goud   | Goud   | ...    |  |
| 1984-1985 | Rome, Oss, Diegem, Eindklassement                                                  | NVT               | 10e    | Goud   | ...    |  |
| 1985-1986 | Overijse, Diegem, Eindklassement                                                   | NVT               |        | Goud   | ...    |  |
| 1986-1987 | Diegem                                                                             | NVT               |        | Goud   | ...    |  |
| 1987-1988 | Zarautz, Rome, Overijse, Diegem, Wetzikon, Asper-Gavere, Zillebeke, Eindklassement | Niel, Rijkevorsel | 6e     | Goud   | ...    |  |
| 1988-1989 | Diegem                                                                             | Loenhout          | DNF    | Goud   | ...    |  |
| 1989-1990 |                                                                                    |                   | 20e    | Zilver | ...    |  |
| 1990-1991 |                                                                                    | Essen             |        |        | ...    |  |
|           |                                                                                    |                   |        |        |        |  |
| Totaal    | 21                                                                                 | 4                 | 4      | 10     | 156    |  |

### Wegwielrennen
| Jaar | Ronde van Italië | Ronde van Frankrijk | Ronde van Spanje |
| ---- | ---------------- | ------------------- | ---------------- |
| 1981 |                  | opgave              |                  |